# 图尔基 (市级镇)
图尔基（羅馬化：Turki）是俄罗斯萨拉托夫州的市级镇，为该州图尔基区行政中心及规模最大聚居地。地处萨拉托夫州西部，位于顿河流域霍皮奥尔河畔，在州府萨拉托夫西北方。
建于1723年，时称雷西亚（Рысья）；1966年设市级镇。该地2022年人口有5,363人；2010年人口6,122；2002年人口6,872；1989年人口7,418。